# En galen natt
En galen natt (engelska: Date Night) är en amerikansk långfilm från 2010 i regi av Shawn Levy, med Steve Carell, Tina Fey, Mark Wahlberg och Taraji P. Henson i rollerna.

## Handling
Det äkta paret Phil (Steve Carell) och Claire Foster (Tina Fey) försöker hålla lågan uppe i sitt äktenskap. Varje torsdag går de ut på en date. När de försöker få bord på en fin restaurang i New York blir de avvisade för att stället är fullt. Ett annat par verkar inte dyka upp till sina platser och Phil och Claire låtsas då vara de andra för att komma in. Vad de inte hade räknat med var att paret som inte dök upp var inblandat i maffians angelägenheter.

## Rollista
| Steve Carell         | – Phil Foster       |
| Tina Fey             | – Claire Foster     |
| Mark Wahlberg        | – Holbrooke         |
| Taraji P. Henson     | – Detective Arroyo  |
| Jimmi Simpson        | – Armstrong         |
| Common               | – Collins           |
| William Fichtner     | – DA Frank Crenshaw |
| Leighton Meester     | – Katy              |
| J.B. Smoove          | – Cabbie            |
| Kristen Wiig         | – Haley Sullivan    |
| Mark Ruffalo         | – Brad Sullivan     |
| James Franco         | – Taste             |
| Mila Kunis           | – Whippit           |
| Bill Burr            | – Detective Walsh   |
| Jonathan Morgan Heit | – Oliver Foster     |